# Danapura, Hospet
Danapura là một làng thuộc tehsil Hospet, huyện Bellary, bang Karnataka, Ấn Độ.